# پاراکسازون
پاراکسازون (به انگلیسی: Paraxazone) یک داروی ضد افسردگی است. این ماده به عنوان یک بازدارنده قابل بازگشت آنزیم مونوآمین اکسیداز (MAO) عمل می‌کند. این دارو هرگز به بازار عرضه نشد.